# لوئی ژرمن
لوئی ژرمن (به فرانسوی: Louis le Germanique)(به آلمانی: Ludwig der Deutsche)(زادهٔ ۸۰۶- مرگ ۲۸ اوت ۸۷۶) نوهٔ شارلمانی و سومین پسر لوئی پارسا بود.
بدو اندکی پس از مرگش لقب ژرمن یا ژرمنی داده‌شد و این بدان دلیل بود که بخش اصلی سرزمین زیر فرمانش همان ژرمانی زمان چیرگی رومیان بود.
او در آغاز پادشاهی بایرن را در ۸۱۷ دریافت داشت. در ۸۴۳ و در پی تقسیم قلمرو پدرش وی فرمانروای فرانک خاوری، منطقه‌ای گسترده از الب تا یوتلاند گردید.